# Inner-Skivsjön
Inner-Skivsjön är en sjö i Örnsköldsviks kommun i Ångermanland och ingår i Husåns huvudavrinningsområde. Sjön är 13,5 meter djup, har en yta på 0,289 kvadratkilometer och är belägen 224,2 meter över havet. Sjön avvattnas av vattendraget Husån.

## Delavrinningsområde
Inner-Skivsjön ingår i det delavrinningsområde (707822-164046) som SMHI kallar för Utloppet av Inner-Skivsjön. Medelhöjden är 326 meter över havet och ytan är 5,04 kvadratkilometer. Räknas de 6 avrinningsområdena uppströms in blir den ackumulerade arean 25,15 kvadratkilometer. Avrinningsområdets utflöde Husån mynnar i havet. Avrinningsområdet består mestadels av skog (74 procent). Avrinningsområdet har 0,29 kvadratkilometer vattenytor vilket ger det en sjöprocent på 5,8 procent.